# Praca zdalna
Praca zdalna lub telepraca – forma organizacji pracy polegająca na świadczeniu pracy poza jednostką organizacyjną pracodawcy za pomocą środków komunikacji elektronicznej.

## Terminologia
Telepraca jest również nazywana pracą zdalną. Osoba, która pracuje zdalnie, jest znana jako „telepracownik”. Wielu telepracowników pracuje w domu. Inni, zwani czasami cyfrowymi nomadami, okresowo przemieszczają się z miejsca na miejsce. Pracują z odległych od siedziby firmy miejsc, rozproszonych po całym świecie. Terminy telepraca i teledojazdy zostały wprowadzone przez Jacka Nillesa w 1973 roku. Połączenie pracy zdalnej z pracą biurową nazywane jest hybrydowym modelem pracy.

## Technologia
Najpopularniejsze technologie wykorzystywane w pracy zdalnej to telefon oraz narzędzia wykorzystujące Internet – poczta elektroniczna (e-mail), VPN, VoIP (na przykład Skype), narzędzia konferencyjne (telekonferencja, wideokonferencja), komunikatory internetowe oraz rozmaite narzędzia pracy grupowej (na przykład Microsoft SharePoint). Upowszechnienie pracy zdalnej jest także związane z dostępnością szerokopasmowego dostępu do Internetu, zwłaszcza szybkiego Internetu mobilnego (na przykład 3G, LTE).
W przypadku pracowników wykonujących większość pracy poza biurem (na przykład przedstawiciele handlowi) wyżej wymienione narzędzia umożliwiają stałe utrzymanie kontaktu z zasobami i pozostałymi pracownikami organizacji. Zawody wykorzystujące pracę zdalną to między innymi: programista, grafik, copywriter, blogger, tłumacz, a także korepetytor.

## Cele
Praca zdalna umożliwia pracodawcy ograniczenie kosztów m.in. powierzchni biurowej, mediów, a także wynajmu miejsc parkingowych. Korzyścią dla pracownika są z kolei m.in. niższe koszty i oszczędność czasu związana z dojazdami do pracy. Ta forma organizacji pracy pozwala aktywizować pracowników mieszkających na obszarach wiejskich, gorzej rozwiniętych gospodarczo, oddalonych od dużych ośrodków miejskich, a także osoby niepełnosprawne. Praca zdalna powoduje również ograniczenie ruchu samochodowego i związanego z nim zanieczyszczenia środowiska.
Praca zdalna umożliwia pracownikom łatwiejsze pogodzenie obowiązków służbowych ze sprawami osobistymi i rodzinnymi.

## Ograniczenia
Praca zdalna wymaga sprawnie funkcjonującej sieci telekomunikacyjnej oraz dobrze zdefiniowanej metody rozliczania czasu pracy. Stwarza także nowe wyzwania z punktu widzenia bezpieczeństwa informacji.
W Polsce pracę zdalną między innymi z powodu niespójnej interpretacji przepisów BHP wykonuje jedynie 3% pracowników (dla porównania w Europie – 15%). Jednocześnie zgodnie z art. 6720 § 6 Kodeksu pracy w porozumieniu lub regulaminie pracy zdalnej określa się między innymi zasady kontroli wykonywania pracy zdalnej oraz kontroli w zakresie BHP oraz sposób porozumiewania się pracodawcy z pracownikiem wykonującym pracę zdalną, a także sposób pokrywania przez pracodawcę kosztów bezpośrednio z nią związanych.